# Língua dhurga
A língua dhurga, também escrita thurga, é uma língua aborígine australiana nativa do estado da Nova Gales do Sul. É uma língua do povo Yuin, especificamente dos grupos Wandandian e Walbunja, mas não há registros oficiais de falantes fluentes há décadas, portanto está formalmente extinta há algum tempo. Esforços têm sido feitos para reviver a linguagem desde a década de 2010.

## Statuse renascimento
Nenhum falante da língua foi registrado oficialmente desde 1975.
Em 2015, o povo Yuin local colaborou com a Escola Pública Tathra na cidade de Tathra para criar um novo aplicativo como auxílio de ensino tanto para dhurga quanto para a língua thaua, usando antigas gravações de áudio de idosos aborigenes, bem como documentação criada pelos primeiros exploradores e colonos da região. Um dos principais contribuidores do projeto, Graham Moore, também escreveu um livro em língua aborígine.
A equipe da Vincentia High School também realiza pesquisas sobre as línguas aborígenes e organiza oficinas comunitárias desde 2004, e uma equipe de idiomas dedicada ensina a língua dhurga.
A Escola Pública de Bermagui, uma escola primária da cidade de Bermagui, ensina línguas aborígenes locais, incluindo dhurga e a língua djiringanj, juntamente com as culturas associadas, desde 2019. 